# ارين فاريل
ارين فاريل (بالإنجليزية: Warren Farrell)‏ هو مؤلف وكاتب وعالم سياسة أمريكي، ولد في 26 يونيو 1943 في كوينز في الولايات المتحدة.

## وصلات خارجية
- الموقع الرسمي